# Каччиаторе

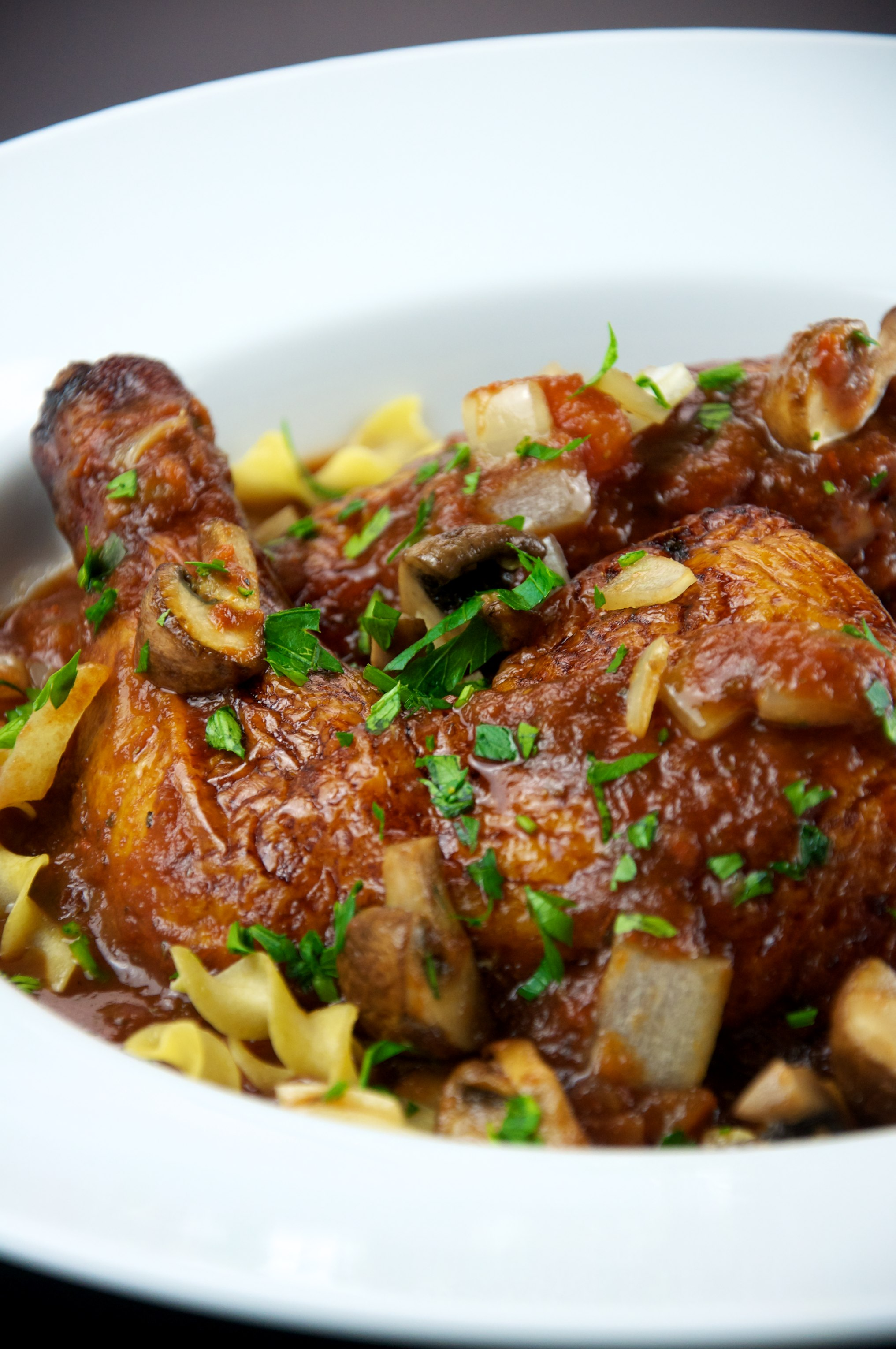
Цыплёнок «Каччиаторе»

Каччиаторе означает «охотник» на итальянском языке. В кухне «alla cacciatora» относится к пище, приготовленной в «охотничьем стиле» с луком, зеленью, обычно помидорами, часто сладким перцем, а иногда и вином.
Каччиаторе обычно делают из тушёной курицы (pollo alla cacciatora) или кролика (coniglio alla cacciatora). Похожее блюдо по названию и содержанию из французской кухни — курица по-охотничьи.
Salamino cacciatore — это небольшая салями, заправленная только чесноком и перцем.